# Sébastien Vigier
Sébastien Vigier (Palaiseau, 18 de abril de 1997) es un deportista francés que compite en ciclismo en la modalidad de pista, especialista en las pruebas de velocidad.
Participó en los Juegos Olímpicos de Tokio 2020, obteniendo una medalla de bronce en la prueba de velocidad por equipos (junto con Florian Grengbo y Rayan Helal).
Ganó siete medallas en el Campeonato Mundial de Ciclismo en Pista entre los años 2017 y 2023, y doce medallas en el Campeonato Europeo de Ciclismo en Pista entre los años 2017 y 2025.

## Medallero internacional
| Juegos Olímpicos   | Juegos Olímpicos         | Juegos Olímpicos  | Juegos Olímpicos      |
| Año                | Lugar                    | Medalla           | Competición           |
| ------------------ | ------------------------ | ----------------- | --------------------- |
| 2020               | Tokio (Japón)            | Medalla de bronce | Velocidad por equipos |
| Campeonato Mundial |                          |                   |                       |
| Año                | Lugar                    | Medalla           | Competición           |
| 2017               | Hong Kong (China)        | Medalla de bronce | Velocidad por equipos |
| 2018               | Apeldoorn (Países Bajos) | Medalla de bronce | Velocidad individual  |
| 2018               | Apeldoorn (Países Bajos) | Medalla de bronce | Velocidad por equipos |
| 2019               | Pruszków (Polonia)       | Medalla de plata  | Velocidad por equipos |
| 2021               | Roubaix (Francia)        | Medalla de plata  | Velocidad por equipos |
| 2021               | Roubaix (Francia)        | Medalla de bronce | Velocidad individual  |
| 2023               | Glasgow (Reino Unido)    | Medalla de bronce | Velocidad por equipos |
| Campeonato Europeo |                          |                   |                       |
| Año                | Lugar                    | Medalla           | Competición           |
| 2017               | Berlín (Alemania)        | Medalla de oro    | Velocidad individual  |
| 2017               | Berlín (Alemania)        | Medalla de oro    | Velocidad por equipos |
| 2018               | Glasgow (Reino Unido)    | Medalla de plata  | Velocidad por equipos |
| 2018               | Glasgow (Reino Unido)    | Medalla de plata  | Keirin                |
| 2019               | Apeldoorn (Países Bajos) | Medalla de bronce | Velocidad por equipos |
| 2021               | Grenchen (Suiza)         | Medalla de plata  | Velocidad por equipos |
| 2022               | Múnich (Alemania)        | Medalla de oro    | Velocidad individual  |
| 2022               | Múnich (Alemania)        | Medalla de oro    | Keirin                |
| 2022               | Múnich (Alemania)        | Medalla de plata  | Velocidad por equipos |
| 2023               | Grenchen (Suiza)         | Medalla de bronce | Velocidad por equipos |
| 2024               | Apeldoorn (Países Bajos) | Medalla de plata  | Velocidad por equipos |
| 2025               | Heusden-Zolder (Bélgica) | Medalla de oro    | Velocidad por equipos |